# Sigela ormenis
Sigela ormenis là một loài bướm đêm trong họ Erebidae.